# داینا واشینگتن
داینا واشینگتن (انگلیسی: Dinah Washington; ۲۹ اوت ۱۹۲۴تاسکالوسا، آلاباما – ۱۴ دسامبر ۱۹۶۳ دیترویت، میشیگان) خواننده و پیانیست اهل ایالات متحده آمریکا بود. او را عموماً به‌عنوان محبوب‌ترین خوانندهٔ زن سیاه‌پوست دهه ۵۰ میلادی می‌شناسند. داینا واشینگتن بیشتر در سبک‌های جاز، بلوز، آر اند بی و پاپ سنتی فعالیت می‌کرد.